# Grock (1931)
Grock ist ein deutscher Spielfilm von Carl Boese aus dem Jahr 1931 mit dem Schweizer Clown Grock in der Titelrolle, Liane Haid spielt Bianca, Grocks Ehefrau. Die Handlung des Films lehnt sich lose an das Leben von Grock an. Das Filmplakat titelte seinerzeit: „Ein Tonfilm aus dem Leben eines großen Artisten“. Und im Film-Kurier von 1931 hieß es zur Uraufführung des Films: „Grock, der Clown, der sich von der Bühne zurückgezogen hat, gibt seine Abschiedsvorstellung. Die ganze Welt ist Parkett, solange das Negativ dieses Tonfilms existiert und Tonkopien durch die Apparate rasseln. Grock hat sich selbst ein Denkmal gesetzt. Nach Jahren werden die Menschen, die diesen Film sehen, noch sagen: Dieser Grock war ein großer Clown, ein begnadeter Künstler, ein Genie in seinem Beruf. Dieser Film wird eindringlicher von Grocks Ruhm erzählen als jede gedruckte Schilderung.“

## Handlung
Grock, ein inzwischen nicht mehr sehr junger Clown, hat seit mehr als dreißig Jahren alle Varietés dieser Welt kennengelernt und war so erfolgreich, dass er sich ein beträchtliches Vermögen verdienen konnte. Inzwischen ist er müde geworden und will sich eigentlich nur noch mit seinem sauer verdienten Geld zur Ruhe setzen, am liebsten mit einer jungen Frau. Eine solche findet er in Bianca, die es allerdings mehr auf sein Geld als auf ihn abgesehen hat. Das will Grock jedoch anfangs nicht wahrhaben. Als Bianca ihn eines Morgens am Frühstückstisch auf das Inserat in einer Zeitung aufmerksam macht, in dem eine noch im Bau befindliche am Mittelmeer gelegene Villa offeriert wird, die weit unter Preis versteigert werden soll, kommt Grock ihrer Bitte, die Villa zu erwerben, nach einigen Umwegen tatsächlich nach. Dass das Anwesen dem Aristokraten Graf Ospiri gehört hat, der inzwischen verarmt ist, ahnt er da noch nicht. Auch weiß er nicht, dass es sich bei Ospiri um den früheren Liebhaber Biancas handelt, der sich für sie ruiniert hat. Ob Bianca dem Grafen nun wirklich helfen will, sei einmal dahingestellt. Als Grock und Ospiri sich kennenlernen, mögen sie sich jedoch auf Anhieb. So nimmt Grock den Grafen mit in seine große Abschiedsvorstellung, die letzte seiner Karriere, die noch ansteht. Die Resonanz ist riesig, Blumengebinde türmen sich vor seiner und der Garderobe seines Partners Max van Embden auf. Die Bewunderer der beiden Männer feiern sie enthusiastisch.
Als Grock und Bianca dann in die Villa am Mittelmeer einziehen, gibt es gleich das erste Missverständnis. Zu Biancas Missfallen begrüßt Grock die
anwesende Dienerschaft, als seien es Freunde. Die prachtvoll ausgestatteten Zimmer begeistern Grock sehr, bringen ihn aber auch dazu, in alte Gewohnheiten als Clown zurückzufallen. Die Diener amüsiert das sehr, Bianca allerdings sieht man ihre Wut über ein solches Verhalten deutlich an. Sie findet es indiskutabel, wie Grock sich verhält und wirft ihm an den Kopf, dass sein Verhalten unerhört sei, er bleibe halt ein Bajass! Woraufhin Grock seelenruhig erwidert, dass er nie ein feiner Mann sein werde. So ist es für ihn auch selbstverständlich überall in der Villa mit anzupacken und auch dem Gärtner zur Hand zu gehen. Wenn Grock und Bianca zum Tee eingeladen sind, erscheint Grock dort in der Kleidung, die er gerade an hat, greift sich im Vorbeigehen ein Stück Kuchen, wirft es in die Luft und fängt es dann mit dem Mund wieder auf. Bianca kann sich mit einem solchen Verhalten nicht abfinden. Und so kommt es, wie es kommen muss, als der Graf zu Besuch in der Villa erscheint, beginnen beide hinter Grocks Rücken ihre Affäre fortzusetzen.
Monate vergehen bis zu dem Zeitpunkt als ein Wanderzirkus an der Villa vorbeizieht. Grock sieht einige alte Kollegen, stürzt aus dem Haus und lädt die gesamte Truppe in die feine Villa ein. Dort hat man gerade einen Tisch für hochfeudale Gäste eingedeckt, an dem es sich nun dumme Auguste, Zwerge, Feuerschlucker und weitere Zirkusleute bequem machen und die reich gedeckte Tafel genießen, man kann auch sagen ein pantagruelisches Fressen nimmt seinen Lauf. Dann jedoch öffnen sich die Flügeltüren und die erwarteten Gäste erscheinen auf der Bildfläche. Die Adligen glauben ihren Augen nicht trauen zu können und erstarren sozusagen zu Salzsäulen. Das ist für Bianca der Zeitpunkt, der dem Fass den Boden ausschlägt und sie endgültig in die Flucht, die sie zusammen mit dem Grafen antritt. Grock indes, obwohl betrogen, fällt ein Stein vom Herzen. Endlich ist das ihm aufgedrängte bürgerliche Leben beendet und er ist wieder frei. Als dann auch noch sein Partner Max eintrifft und Grock die großartige Offerte eines Weltvarietés präsentiert, greift er zu in dem Wissen, dass die Säle leer geblieben sind, seit er nicht mehr auftritt. Und dann endlich ertönt wieder die berühmte Grocknummer, und das Publikum bedankt sich mit stehenden Ovationen.

## Produktion, Veröffentlichung, Hintergrund

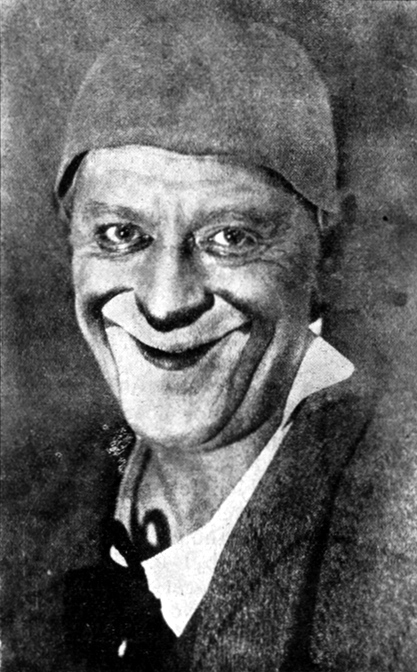
Grock, 1928

Produziert wurde der Film von der Grock Tonfilm GmbH (Berlin) in Kooperation mit Christoph Mülleneisen jr., dessen Filmhandelsunternehmen Cinéma Film Vertriebsgesellschaft m.b.H. die internationale Vermarktung organisieren sollte. Die Dreharbeiten fanden unter anderem in der Umgebung von San Remo statt. Die künstlerische Oberleitung lag bei Leo Peukert, die Aufnahmeleitung bei Karl Sander. Für die Filmbauten trug Robert Neppach die Verantwortung. Die Liedtexte stammen von Fritz Rotter. Grock singt im Film das Lied Wenn Du mich liebst … Die Uraufführung des Films in Berlin fand am 24. Februar 1931 im Ufa-Palast am Zoo statt. Der Film wurde in fünf Sprachversionen gedreht, bekannt war lange Zeit nur die französische Fassung. In dieser wurde die Rolle der Bianca von Gina Manès, die des Le comte de Leaunes von Léon Bary und die der Inès von Marie-Antoinette Buzet gespielt. Joë Hamman unterstützte Carl Boese. In Frankreich fand die Uraufführung des Films am 15. Mai 1931 statt.
Adrien Wettach, genannt Grock (1880–1959), war ein Musikclown aus der Schweiz. Ab 1913 war er in vielen Großstädten der Welt mit seinen musikalischen Nummern ein Bühnenmagnet. Seine akrobatischen Einlagen waren ebenfalls eines seiner Markenzeichen. Grock beherrschte 15 Musikinstrumente und sprach sechs Sprachen. Er war mit Ines Ospiri verheiratet, die zehn Jahre jünger war als er, geschieden und eine Tochter namens Bianca mit in die Ehe brachte. Im Zeitraum 1924 bis 1930 ließ er an der italienischen Riviera die prunkvolle „Villa Bianca“, die heute als Villa Grock bekannt ist, erbauen. Dieser Film blieb bis 1950 Grocks einziger, wenn man von Kurzfilmen absieht, in denen man seine wirkliche Kunst bewundern kann. Der Autor und Kritiker Karlheinz Wendtland merkte an, dass es damals geheißen habe, dieser Film habe Grock finanziell angeschlagen zurückgelassen. Mit dem Film Manege frei von 1950 versuchte Grock sich dann ein weiteres Mal als Schauspieler.
Das in Adrien Wettachs Nachlass befindliche Filmmaterial hatte durch die lange Lagerung gelitten und wurde als DVD-Beilage für Oliver M. Meyers Biografie Grock – Seltsamer als die Wahrheit (2006) aufwändig restauriert.

## Kritik
Karlheinz Wendtland schrieb, hier zeige sich wieder einmal, „daß ein Künstler, auch wenn er in seiner Sparte große Erfolge“ habe, „nicht ohne weiteres glauben“ dürfe, „er könne das bißchen Schauspielerei schon bringen, das im Film nötig ist“. Gewiss gebe es „Naturtalente, die solche Leistungen spielend“ bewältigten; „aber das“ seien „Ausnahmen“. „Auch von einem auf seinem Fachgebiet Großen wie Grock“ könne „man nicht erwarten, auf schauspielerischem Gebiet Großes vermitteln zu können“.
In der Zeitschrift Die Filmwoche aus dem Jahr 1931 fand Edith Hamann folgende Worte für den Film: „Soweit es sich auf Grocks ureigenstes Gebiet, auf seine große Varieté-Nummer, beschränkt, ist er ausgezeichnet. Hier wirkt Grock vielleicht noch besser und eindringlicher als auf der Bühne, weil die Großaufnahme sein Mienenspiel verdeutlicht, weil er mit Trickaufnahmen arbeiten kann. Die große Kunst eines echten Clowns einem Publikum zugänglich gemacht zu haben, das sonst nie die Möglichkeit dazu gehabt hätte, ihn auf einer Bühne zu sehen, bleibt ein Verdienst des Tonfilms, der im übrigen, was die Spielhandlung anbelangt, leider übelster Kintopp ist. Das Manuskript ist unmöglich, von Regie nichts zu merken. Liane Haid sollte sich vor solchen Rollen hüten, deren falsche Dramatik ihr nicht liegt.“
Der Film-Kurier führte aus: „Carl Boese hat diesen Tonfilm aus dem Leben eines weltberühmten Artisten inszeniert.“ Im zweiten Teil des Films werden „die erfolgreichsten Auftritte und klassischen Nummern Grocks als Tonfilmreportage“ festgehalten. Grock „singt und tanzt und jongliert und schneidet Grimassen – es ist herrlich!“ Im Kinematographen war zu lesen: „Diese dokumentarische Inszenierung, ergänzt durch einige nur im Tonfilm möglichen Tricks, ist der eigentliche Gewinn dieses Films. Denn dieser große Varietéakt veraltet nie, wird noch nach hundert Jahren sicher wieder erfreuen, und das allein schon macht diesen Film liebens- und lobenswert.“